# Cristianismo en la antigüedad tardía

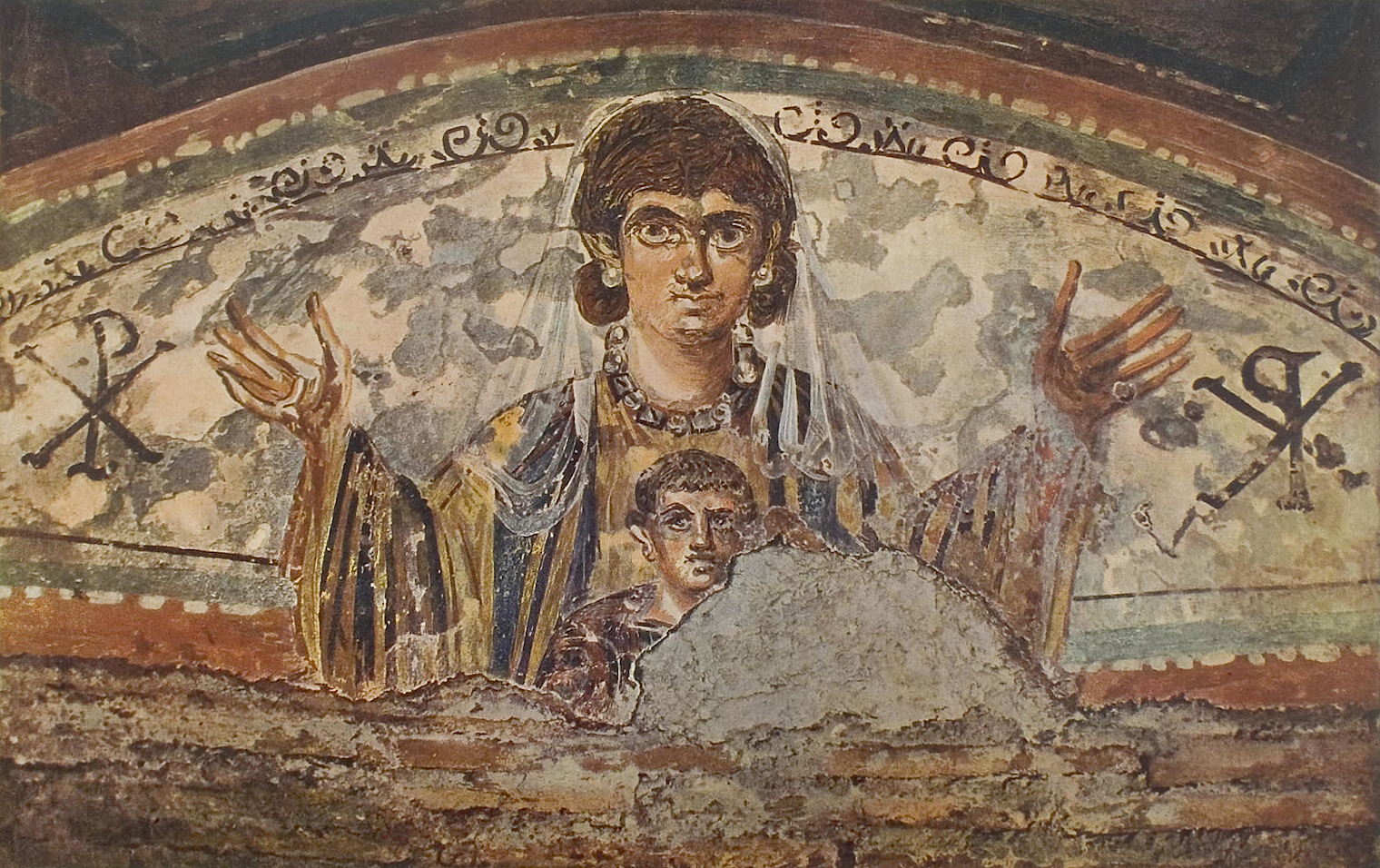
Virgen y niño. Pintura mural en las catacumbas romanas,.

El cristianismo en la antigüedad tardía se refiere al desarrollo del cristianismo durante el Imperio romano cristiano, el período que va desde el ascenso del cristianismo bajo el emperador Constantino (c. 313), hasta la caída del Imperio romano de Occidente (c. 476). No hay consenso sobre la fecha de finalización de este período en tanto la transición al período posromano se produjo de forma gradual y en diferentes momentos en diferentes regiones. En general, es posible fechar el cristianismo antiguo tardío hasta finales del siglo VI y las reconquistas lideradas por el emperador Justiniano (r. 527-565) del Imperio bizantino, si bien una fecha final más tradicional es 476, el año en que Odoacro depuso a Rómulo Augústulo , considerado tradicionalmente el último emperador occidental.
Inicialmente, el cristianismo empezó a extenderse desde la Judea romana sin apoyo o respaldo estatal. Se convirtió en la religión estatal de Armenia en el año 301 o 314, de Etiopía en el 325 y de Georgia en el 337. Con el Edicto de Tesalónica se convirtió en la religión estatal del Imperio romano en el año 380.

## Fin de la persecución y legalización

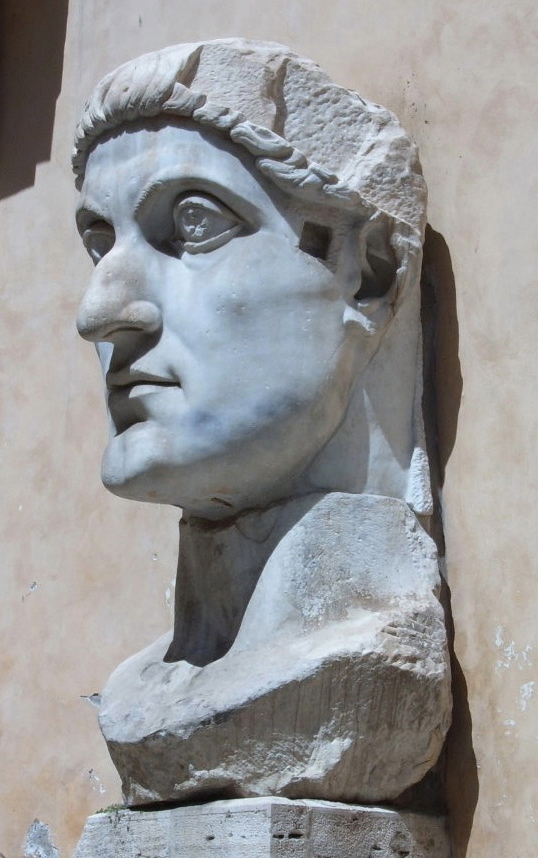
Cabeza de la colosal estatua de Constantino el Grande en los Museos Capitolinos

Tradicionalmente se ha considerado que el «Edicto de Milán» de 313, firmado por los emperadores Constantino I y Licinio, fue la norma que decretó la libertad de cultos en todo el Imperio Romano poniendo así fin a las persecuciones de los cristianos. Sin embargo, según Paul Veyne, «la tolerancia estaba establecida desde hacía dos años» por el edicto de Galerio, promulgado en Nicomedia el 30 de abril de 311, por lo que «después de su victoria en el puente Milvio, Constantino no tuvo necesidad ninguna de promulgar un edicto en tal sentido». El «edicto de Milán» era en realidad un mandatum, una epístula que contenía instrucciones para el cumplimiento del edicto de Galerio, ampliado con la restitución de los bienes de las iglesias por acuerdo de los dos emperadores.
En el 316 Constantino, convertido al cristianismo (hay una controversia académica respecto a si Constantino adoptó el cristianismo de su madre en su juventud, si lo adoptó gradualmente a lo largo de su vida o si se convirtió tras el sueño que le llevó a la victoria en la batalla del Puente Milvio), actuó como juez en una disputa en el norte de África sobre la controversia donatista. De manera más importante, en el 325 convocó el Concilio de Nicea, efectivamente el primer Concilio ecuménico (a menos que se clasifique como tal al Concilio de Jerusalén), para abordar principalmente la controversia arriana, pero que también promulgó el Credo niceno, que entre otras cosas profesaba una creencia en la Iglesia, que es Una, Santa Católica y Apostólica, el comienzo de la cristiandad.
El reinado de Constantino sentó un precedente para la posición del emperador cristiano en la Iglesia. Los emperadores se consideraban a sí mismos responsables ante Dios de la salud espiritual de sus súbditos y, en consecuencia, constituía su deber el mantener la ortodoxia. No eran los emperadores quienes decidían la doctrina, pues esto era responsabilidad de los obispos, sino que su rol era el de hacer cumplir la doctrina, erradicar la herejía y defender la unidad eclesiástica. El emperador se aseguraba de que Dios fuera debidamente adorado en su imperio; en qué consistía una adoración apropiada era responsabilidad de la iglesia. Tal precedente continuaría hasta que ciertos emperadores de los siglos V y VI buscaron alterar la doctrina por medio de edictos imperiales sin recurrir a concilios, si bien incluso después de esto, el precedente de Constantino continuó siendo la norma.
El reinado de Constantino no produjo una unidad total del cristianismo al interior del Imperio. Su sucesor en Oriente, Constancio II, era un arriano y mantuvo obispos arrianos en su corte instalándolos en varias sedes, a la vez que expulsaba a los obispos ortodoxos.
El sucesor de Constancio, Juliano, conocido en el mundo cristiano como Juliano el Apóstata, fue un filósofo que al coronarse emperador renunció al cristianismo y adoptó una forma mística y neoplatónica de paganismo, conmocionando al establecimiento cristiano. Con la intención de restablecer el prestigio de las antiguas creencias paganas, las modificó para asemejarlas a tradiciones cristianas en aspectos tales como la estructura episcopal y la caridad pública (hasta entonces desconocidas en el paganismo romano). Asimismo, Juliano eliminó la mayoría de privilegios y prestigio que le habían sido otorgados previamente a la Iglesia cristiana. Sus reformas intentaron crear una forma de heterogeneidad religiosa, en formas que incluyeron entre otras reabrir templos paganos, aceptar obispos cristianos previamente exiliados como herejes, promover el judaísmo o devolver las tierras asignadas a la Iglesia a sus dueños originales. Con todo, el breve reinado de Juliano terminó con su muerte mientras hacía campaña en el oriente. El cristianismo habría de llegar luego al poder durante el reinado de los sucesores de Juliano, Joviano, Valentiniano I y Valente (el último emperador cristiano arriano oriental).
No obstante, si bien la persecución estatal terminó, para comienzos del siglo V subsistía aún mucho prejuicio dentro del imperio contra los cristianos: un proverbio popular de la época decía, según Agustín de Hipona, «¡No hay lluvia! Todo es culpa de los cristianos.»

### Religión estatal de Roma
El 27 de febrero de 380, el Imperio romano adoptó oficialmente el cristianismo trinitario niceno como religión estatal. Antes de tal fecha, Constancio II (337-361) y Valente (364-378) habían favorecido personalmente las formas de cristianismo arriano o semiarriano, pero el sucesor de Valente, Teodosio I el grande, apoyó la doctrina trinitaria tal y como es expuesta en el Credo niceno.
En esta fecha, Teodosio I decretó que solo los seguidores del cristianismo trinitario tenían derecho a ser llamados cristianos católicos, mientras que todos los demás debían ser considerados practicantes de herejía, que debía considerarse ilegal. En el 385, esta nueva autoridad legal de la Iglesia devino en el primer caso (de muchos por venir) de pena de muerte de un hereje, específicamente, Prisciliano.
En los varios siglos de cristianismo auspiciado por el estado que habrían de seguir, los cristianos paganos y herejes fueron rutinariamente perseguidos por el Imperio y los muchos reinos y países que ocuparon después el lugar del Imperio, pero algunas tribus germánicas siguieron siendo arrianas hasta bien entrada la Edad Media.

## Teología y herejía

### Herejías
Las controversias más tempranas fueron generalmente de naturaleza cristológica, esto es, estaban relacionadas con el asunto de la divinidad o humanidad (eterna) de Jesús. El docetismo afirmaba que la humanidad de Jesús era meramente una ilusión, negando así la encarnación. El arrianismo a su vez sostenía que Jesús, si bien no era simplemente mortal, no era eternamente divino y, por lo tanto, tenía un estado inferior al de Dios Padre (Juan 14:28 ). El modalismo (también conocido como patripasianismo o sabelianismo) es la creencia de que el Padre, el Hijo y el Espíritu Santo son tres modos o aspectos diferentes de Dios, en oposición a la visión trinitaria de tres personas distintas o hipóstasis dentro de la Divinidad. Muchos grupos tenían creencias dualistas, afirmando que la realidad estaba compuesta por dos partes radicalmente opuestas: la material, usualmente vista como malévola, y la espiritual, visto como buena. Otros creían que en tanto el mundo material y el espiritual habían sido creados por Dios, ambos eran buenos, y que esto estaba representado en las naturalezas divina y humana unificadas de Cristo.
El desarrollo de la doctrina, la posición de la ortodoxia y la relación entre las diversas opiniones es un asunto de continuos debates académicos. Puesto que la mayoría de cristianos de hoy se adhieren a las doctrinas establecidas por el Credo niceno, los teólogos cristianos modernos tienden a considerar los debates tempranos como una posición ortodoxa unificada (véase también cristianismo proto-ortodoxo y paleo-ortodoxia) contra una minoría de herejes. Otros académicos, basándose, entre otras cosas, en distinciones entre judeocristianos, cristianos paulinos y otros grupos como los gnósticos y los marcionistas, argumentan que el cristianismo primitivo estaba fragmentado, con ortodoxias simultáneas en competencia.

### Padres Nicenos y Post-Nicenos
Los Padres de la Iglesia posteriores escribieron volúmenes de textos teológicos, entre ellos Agustín de Hipona, Gregorio Nacianceno, Cirilo de Jerusalén, Ambrosio de Milán y Jerónimo, entre otros. El resultado fue una era dorada de actividad literaria y académica sin igual desde los días de Virgilio y Horacio. Algunos de estos padres, como Juan Crisóstomo y Atanasio, sufrieron el exilio, la persecución o el martirio de parte de los emperadores bizantinos arrianos. Muchos de sus escritos están traducidos a idiomas occidentales en compilaciones de Padres nicenos y post-nicenos.

### Concilios ecuménicos

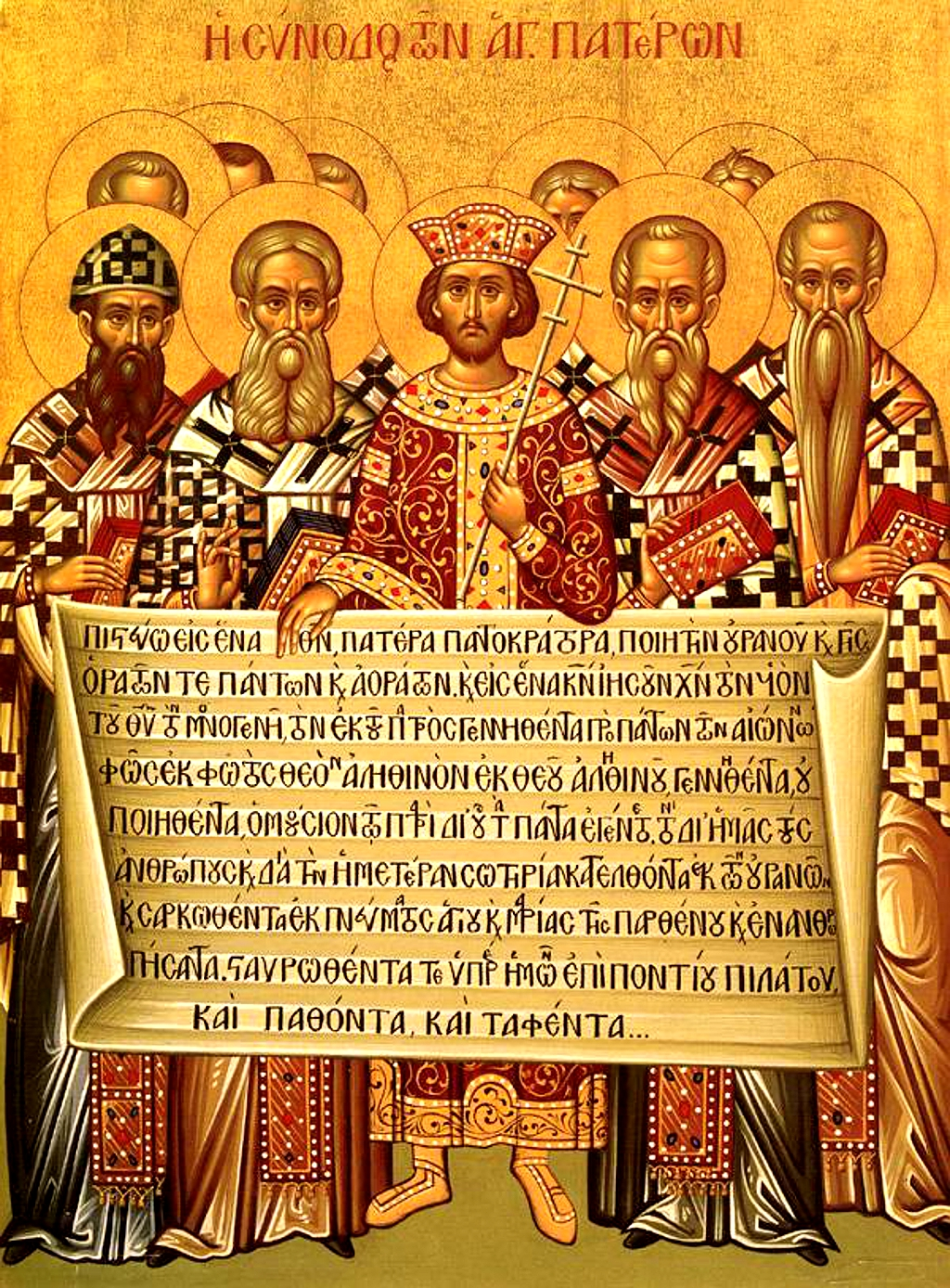
Icono que representa al emperador Constantino (centro) y los obispos del Primer Concilio de Nicea (325) sosteniendo el Credo Niceno-Constantinopolitano de 381.

Durante esta era, se convocaron varios Concilios Ecuménicos.
- Primer Concilio de Nicea (325)
- Primer Concilio de Constantinopla (381)
- Primer Concilio de Éfeso (431)
- Concilio de Calcedonia (451)

Estos concilios giraron principalmente alrededor de disputas cristológicas y representaron un intento de alcanzar un consenso ortodoxo y establecer una teología cristiana unificada. El Concilio de Nicea (325) condenó las enseñanzas arrianas como heréticas y dio como resultado un credo (véase Credo niceno-constantinopolitano). El Concilio de Éfeso condenó el nestorianismo y afirmó que la Santísima Virgen María era la Theotokos («Portadora de Dios» o «Madre de Dios»). El Concilio de Calcedonia afirmó que Cristo tenía dos naturalezas, completamente Dios y completamente hombre, distintas pero siempre en perfecta unión, en gran medida afirmando el Tomus Leonis del papa León I. Anuló las conclusiones del Concilio de Éfeso II, condenó el monofisismo e influyó en las condenas posteriores al monotelismo. Ninguno de los concilios fue aceptado de manera universal y cada decisión doctrinal importante produjo un cisma. El Primer Concilio de Éfeso causó el Cisma nestoriano en 431 y separó a la Iglesia del Oriente, mientras que el de Calcedonia causó el Cisma de Calcedonia en 451, que separó a la Ortodoxia Oriental.

#### Concilio de Nicea (325)
El emperador Constantino convocó este concilio para dirimir un asunto controversial, la relación entre Jesucristo y Dios Padre. Constantino quería establecer un acuerdo universal al respecto. Estuvieron presentes representantes de todo el Imperio, subvencionados por el Emperador. Antes de este concilio, los obispos celebraban concilios locales, tales como el Concilio de Jerusalén, pero nunca se había llevado a cabo un concilio universal o ecuménico.
El consejo redactó un credo, el credo niceno-constantinopolitano original, que recibió un apoyo casi unánime. La descripción hecha por el concilio de Jesucristo, «Hijo unigénito de Dios», y de la misma substancia que Dios Padre se convirtió en una piedra angular del trinitarianismo cristiano. Asimismo, el concilio abordó el asunto de la datación de la Pascua (véase Cuartodecimanismo y controversia de Pascua), reconoció el derecho de la sede de Alejandría a tener jurisdicción fuera de su propia provincia (por analogía con la jurisdicción ejercida por Roma) y las prerrogativas de las iglesias en Antioquía y en las demás provincias, y aprobó la costumbre con que se rendía honor a Jerusalén, pero sin la dignidad metropolitana.
Los arrianos se opusieron al Concilio, y Constantino intentó reconciliar a Arrio, de quien deriva el nombre de arrianismo, con la Iglesia. Incluso tras la muerte de Arrio en el 336, un año antes de la muerte de Constantino, la controversia continuaba, con varios grupos separados profesando simpatías por Arrio de una manera u otra. En el 359, un doble concilio de obispos orientales y occidentales afirmó una fórmula que enunciaba que el Padre y el Hijo eran similares de acuerdo con las escrituras, la victoria más importante del arrianismo. Quienes se oponían al arrianismo se unieron, pero el Primer Concilio de Constantinopla en 381 marcó la victoria final de la ortodoxia nicena dentro del Imperio, si bien el arrianismo se había extendido para entonces a las tribus germánicas, entre las cuales desapareció de manera gradual tras la conversión de los francos al catolicismo en el año 496.

#### Concilio de Constantinopla (381)

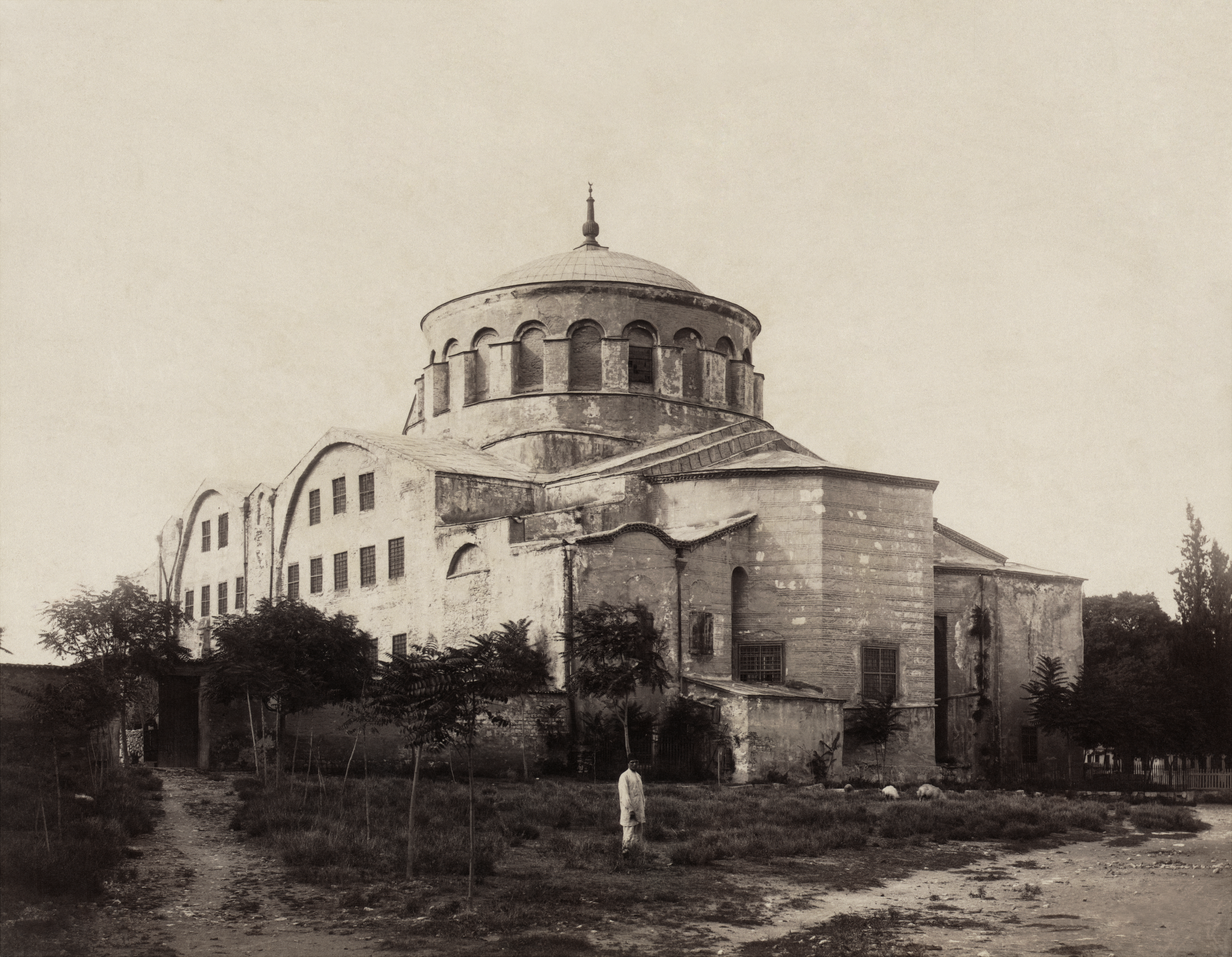
Hagia Irene es una antigua iglesia, ahora museo, en Estambul. Encargada en el, es la primera iglesia construida en Constantinopla y conserva su atrio original. En el 381 tuvo lugar en ella el Concilio de Constantinopla I. Dañada por un terremoto en el, su forma actual data en gran parte de las reparaciones realizadas en ese momento.

El concilio aprobó la forma actual del credo niceno tal y como se usa en la Iglesia ortodoxa y las iglesias ortodoxas orientales, pero, excepto cuando se usa el griego, con dos frases adicionales en latín («Deum de Deo» y «Filioque») en occidente. La forma utilizada por la Iglesia apostólica armenia, que forma parte de la ortodoxia oriental, tiene muchas más adiciones. Este credo más completo puede haber existido antes del Concilio y probablemente se originó a partir del credo bautismal de Constantinopla.
Asimismo, el concilio condenó el apolinarismo, la doctrina de que no había en Cristo mente o alma humana. También brindó a Constantinopla precedencia honoraria sobre todas las iglesias excepto la de Roma.
En el concilio no se incluyeron obispos occidentales ni legados romanos, pero se le aceptó como ecuménico en occidente.

#### Concilio de Éfeso (431)
Teodosio II convocó el concilio para dirimir la controversia nestoriana. Nestorio, patriarca de Constantinopla, se oponía al uso del término Theotokos (del griego Η Θεοτόκος, «Portadora de Dios»). Tal término había sido utilizado durante mucho tiempo por escritores ortodoxos y hacía más popular junto con la devoción a María como Madre de Dios. Se reportó que Teodosio enseñaba que había dos personas separadas en el Cristo encarnado, si bien es motivo de debate si el patriarca realmente enseñó tal doctrina.
El concilio depuso a Nestorio, repudió el nestorianismo como herético y proclamó a la Virgen María como laTheotokos. Tras citar el credo niceno en su forma original, como se escribió en el Concilio de Nicea I, sin las alteraciones y adiciones hechas en el Concilio de Constantinopla I, declaró que era «ilícito para cualquier hombre presentar, escribir o componer una fe diferente (ἑτέραν) como rival de aquella establecida por los Santos Padres congregados con el Espíritu Santo en Nicea».
El resultado del Concilio llevó a una agitación política en la iglesia, en tanto la Iglesia asiria del oriente y el Imperio sasánida persa apoyaron a Nestorio, lo que resultó en el cisma nestoriano, que separó a la Iglesia del Oriente de la Iglesia bizantina latina.

#### Concilio de Calcedonia (451)

Espectro de creencias cristológicas en la antigüedad tardía

El concilio repudió la doctrina eutiquiana del monofisismo, describió y delineó la «Unión hipostática» y las dos naturalezas de Cristo, humana y divina; adoptó el Credo de Calcedonia. Para quienes lo aceptan, fue el Cuarto Concilio Ecuménico. El concilio también rechazó la decisión del Concilio de Éfeso II, al que el papa León I en ese momento se refirió como el «Concilio de ladrones» (Latrocinium).
El Concilio de Calcedonia resultó en un cisma cuando las Iglesias ortodoxas orientales rompieron comunión con el cristianismo calcedonio.

## Canon bíblico
El canon bíblico, el conjunto de libros que los cristianos consideran como divinamente inspirados y que, por tanto, constituyen la Biblia cristiana, se desarrolló con el tiempo. Si bien hubo un gran debate en la Iglesia Primitiva sobre el canon del Nuevo Testamento, los escritos principales fueron aceptados casi unánimemente por todos los cristianos para mediados del siglo II.

### Constantino encarga Biblias
En el año 331, Constantino I encargó a Eusebio de Cesarea que entregara «Cincuenta Biblias» para la Iglesia de Constantinopla. Atanasio de Alejandría (Apol. Const. 4) menciona escribas alejandrinos alrededor del año 340 preparando Biblias para el emperador Constante. Poco más se sabe, aunque existe gran especulación. Por ejemplo, se especula que esto puede haber motivado la creación de listas de canon, y que el Codex Vaticanus, elCodex Sinaiticus y el Codex Alexandrinus son ejemplos de estas Biblias. Junto con la Peshitta, estas son las Biblias cristianas más antiguas en existencia.

### Canon actual
En su carta de Pascua del año 367, Atanasio, obispo de Alejandría, proveyó una lista de exactamente los mismos libros que habrían de convertirse en el canon del Nuevo Testamento, y usó la palabra «canonizados» (kanonizomena) para referirse a ellos. El Sínodo Africano de Hipona, en el año 393, aprobó el Nuevo Testamento, tal como existe en la actualidad, junto con los libros de la Septuaginta, decisión que fue repetida por el Concilio de Cartago (397) y el Concilio de Cartago (419). Estos concilios estaban bajo la autoridad de San Agustín de Hipona, quien consideraba el canon como ya cerrado. El Concilio de Roma del papa Dámaso I en el año 382, si el Decretum Gelasianum está correctamente asociado con él, promulgó un canon bíblico idéntico al mencionado anteriormente, o en caso negativo, la lista es una compilación de al menos el siglo VI. Asimismo, el encargo de Dámaso de la edición de la Biblia Vulgata en latín, alrededor del 383, fue fundamental en la fijación del canon en occidente. En el 405, el papa Inocencio I envió una lista de los libros sagrados a un obispo galo, Exuperio de Tolosa. No obstante, cuando estos obispos y concilios discutían sobre el asunto, no estaban definiendo algo nuevo, sino que «estaban ratificando lo que ya se había convertido en la mente de la Iglesia». Así, desde el siglo IV, existía unanimidad en occidente respecto al canon del Nuevo Testamento (como se mantiene hasta la actualidad), y para el siglo V, el oriente, con algunas excepciones, había llegado a aceptar el Libro del Apocalipsis y de tal manera se había puesto en armonía en el asunto del canon.
No obstante, una articulación dogmática completa del canon no iba a aparecer sino hasta los siglos XVI y XVII.

## Estructura de la iglesia dentro del Imperio

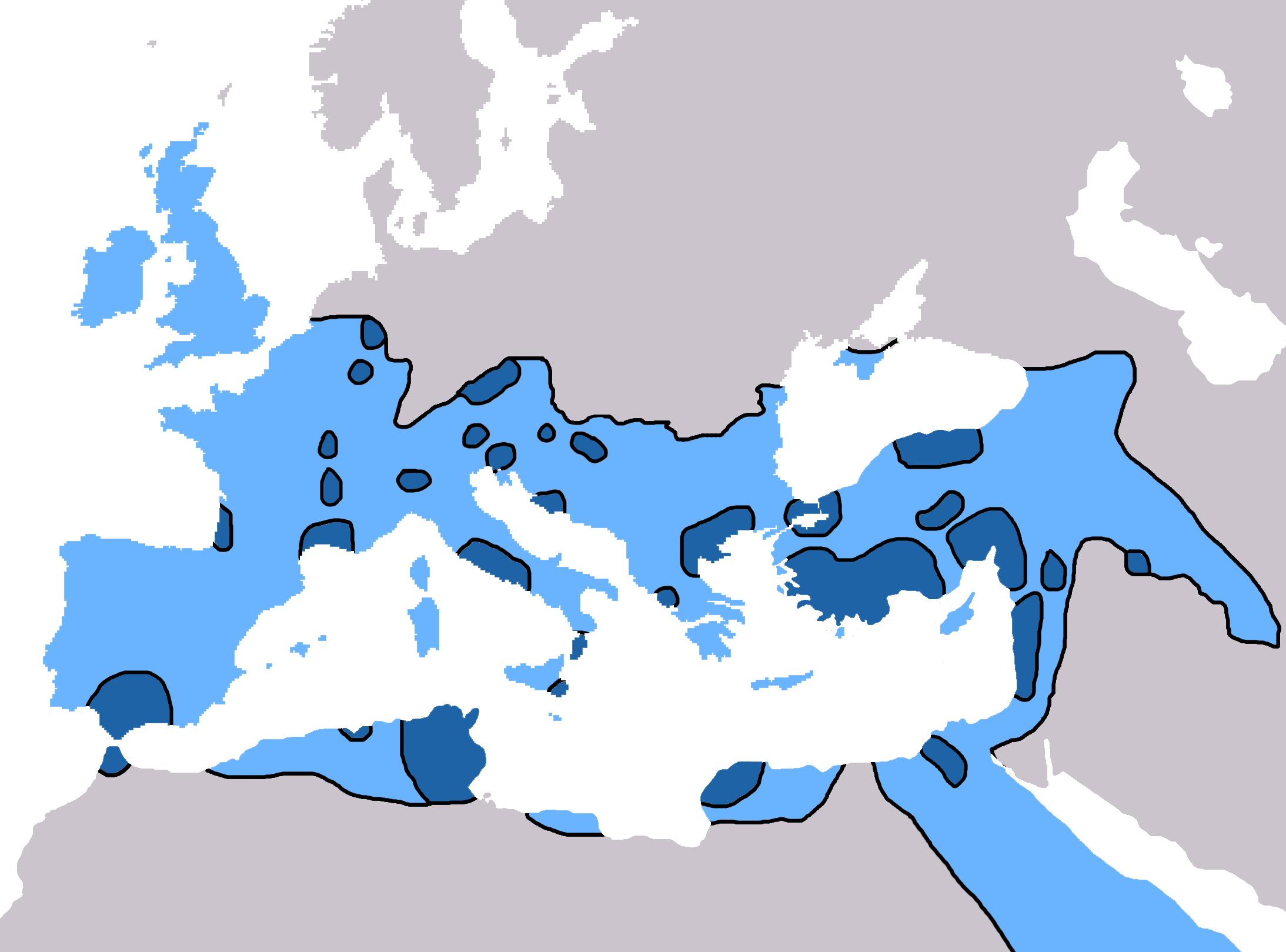
Expansión del cristianismo hasta el año 325 d.C.
Expansión del cristianismo hasta el año 600 d. C.

### Diócesis y la Pentarquía
Tras la legalización, la Iglesia adoptó los mismos límites organizacionales que el Imperio: provincias geográficas, llamadas diócesis, correspondientes a la división territorial gubernamental imperial. Los obispos, que estaban ubicados en los principales centros urbanos por tradición previa a la legalización, supervisaban cada diócesis. La ubicación del obispo era su «sede». 
Para el siglo V, la eclesiástica había desarrollado una «pentarquía» jerárquica o sistema de cinco sedes (patriarcados), con un orden establecido de precedencia. Roma, como la antigua capital y otrora la ciudad más grande del imperio, comprensiblemente recibió cierta primacía dentro de la pentarquía en la que para entonces estaba dividida la cristiandad; aunque era y aún se sostenía que el patriarca de Roma era el primero entre iguales (primus inter pares). Constantinopla era considerada la segunda en precedencia como la nueva capital del imperio.
El prestigio de estas sedes dependía en parte de sus fundadores apostólicos, de los cuales los obispos eran pues los sucesores espirituales. Así, San Marcos fue el fundador de la Sede de Alejandría, San Pedro el de la Sede de Roma, etc. Había otros elementos importantes: Jerusalén fue el lugar de la muerte y resurrección de Cristo, la sede de un concilio del siglo I, etc. (véase también Jerusalén en el cristianismo). Antioquía, por su parte, fue donde los seguidores de Jesús fueron llamados cristianos por primera vez y de manera despectiva para reprender a los seguidores de Jesús el Cristo. Roma fue donde Pedro y Pablo fueron martirizados, Constantinopla era la «Nueva Roma» donde Constantino había trasladado su capital alrededor del año 330 y, por último, todas estas ciudades tenían importantes reliquias.

### El papado y la primacía de Roma
El obispo de Roma recibe el título de Papa y su oficio es el de «papado». Como obispado, su origen es consistente con el desarrollo de una estructura episcopal en el siglo I. El papado, sin embargo, implica asimismo la noción de primacía: que la Sede de Roma es preeminente entre todas las demás sedes, y el papa primus inter pares. Los orígenes de tal concepto son históricamente oscuros; teológicamente, se basa en tres antiguas tradiciones cristianas: (1) que el apóstol Pedro fue preeminente entre los apóstoles (véase Primacía de Simón Pedro), (2) que fue Pedro quien ordenó a sus propios sucesores en la Sede de Roma, y (3) que los obispos son los sucesores de los apóstoles (véase sucesión apostólica). Mientras la Sede Papal también fue la capital del Imperio occidental, el prestigio del obispo de Roma pudo darse por sentado sin necesidad de una argumentación teológica sofisticada más allá de estos puntos; con todo, después de que la capital pasó a ser Milán y luego Rávena, se desarrollaron argumentos más detallados basados en Mateo 16:18–19, etc. No obstante, en la antigüedad, la calidad petrina y apostólica, así como una «primacía de respeto», con respecto a la Sede de Roma no fueron cuestionadas por emperadores, patriarcas orientales y la Iglesia oriental por igual. El Concilio Ecuménico de Constantinopla en 381 afirmó la primacía de Roma. Si bien la jurisdicción de apelación del Papa y la posición de Constantinopla habrían de necesitar una mayor clarificación doctrinal, para finales de la Antigüedad la primacía de Roma y los sofisticados argumentos teológicos en su apoyo estaban desarrollados completamente. Lo que implicaba exactamente tal primacía, y su ejercicio, se habría de convertir en un asunto de controversia en ciertos tiempos posteriores.

## Fuera del Imperio Romano
Ciertamente el cristianismo no estuvo confinado al Imperio Romano durante la antigüedad tardía.

### Iglesia del Oriente
Históricamente, la iglesia cristiana más expandida en Asia fue la Iglesia del Oriente, la iglesia cristiana de la Persia sasánida. Esta iglesia es conocida a menudo como la Iglesia nestoriana, gracias a su adopción de la doctrina del nestorianismo, que enfatizaba la desunión de las naturalezas divina y humana de Cristo. También ha sido llamada Iglesia de Persia, Iglesia Siria Oriental, Iglesia Asiria y, en China, la «Religión Luminosa».
La Iglesia del Oriente se desarrolló casi completamente al margen de las iglesias griega y romana. En el siglo V respaldó la doctrina de Nestorio, patriarca de Constantinopla entre los años 428 y 431, en particular tras el cisma nestoriano que siguió a la condena de Nestorio por herejía en el Concilio de Éfeso I. Durante al menos mil doscientos años, la Iglesia del Oriente se caracterizó por su celo misionero, su alto grado de participación laica, sus estándares educativos superiores y sus contribuciones culturales en países menos desarrollados, así como su fortaleza ante las persecuciones.

#### Imperios persas
La Iglesia del Oriente tuvo su inicio en una fecha muy temprana en la tierra de nadie entre el Imperio Romano y el Imperio Parto en la Alta Mesopotamia. Edesa (actualmente Şanlıurfa) en el noroeste de Mesopotamia fue desde épocas apostólicas el centro principal del cristianismo de habla siríaca. Allí empezó el movimiento misionero en oriente, que gradualmente se extendió por toda Mesopotamia y Persia. Hacia el año 280 d. C., Constantino se convirtió al cristianismo y el Imperio Persa, sospechando de un nuevo «enemigo interno», se volvió violentamente anticristiano. La gran persecución cayó sobre los cristianos en Persia alrededor del año 340. Si bien los motivos religiosos nunca estuvieron desvinculados, la principal causa de la persecución fue política. En algún punto antes de la muerte de Sapor II en el 379, la intensidad de la persecución aminoró. La tradición habla de ella como una persecución de cuarenta años, durando del 339 al 379 y terminando apenas con la muerte de Sapor.

### Cáucaso
El cristianismo se convirtió en la religión oficial de Armenia en el 301 o el 314, cuando el cristianismo era todavía ilegal en el Imperio Romano. Algunos autores afirman que la Iglesia apostólica armenia fue fundada por Gregorio I el Iluminador a finales del siglo III y comienzos del IV, a la vez que trazan sus orígenes a las misiones de Bartolomé el Apóstol y Tadeo (Judas Tadeo el Apóstol) en el siglo I.
El cristianismo en Georgia (la antigua Iberia) se remonta al siglo IV, si no antes. El rey ibérico, Mirian III, se convirtió al cristianismo, probablemente alrededor del año 326.

### Etiopía
Según el historiador occidental del siglo IV Rufino de Aquilea, fue Frumencio quien llevó el cristianismo a Etiopía (específicamente, a la ciudad de Axum) y sirvió como su primer obispo, probablemente poco después del año 325.

### Pueblos germánicos

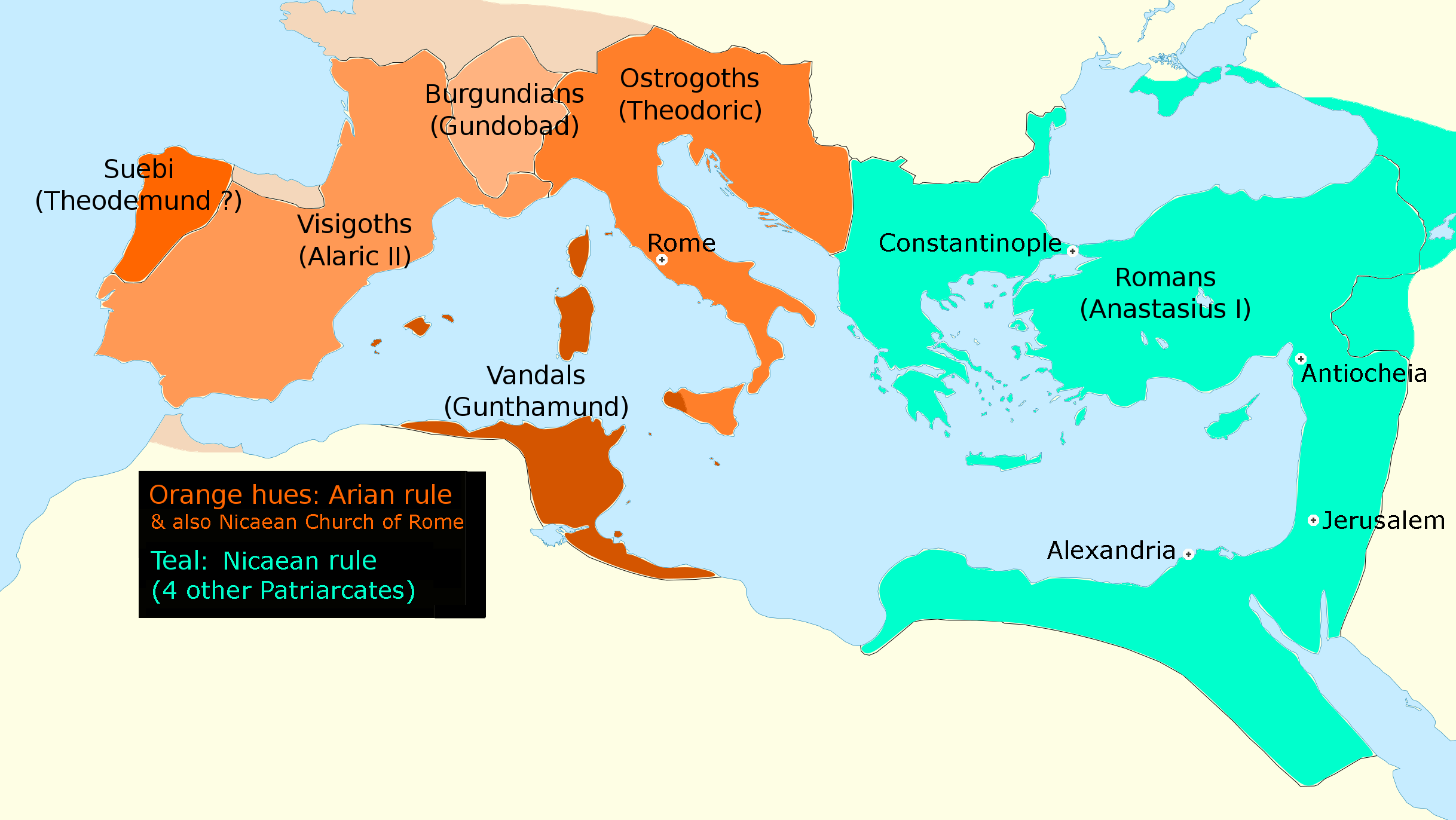
Estados cristianos en el año 495 d. C.

El pueblo germánico pasó por una cristianización gradual a partir de la antigüedad tardía. En el siglo IV, el prestigio del Imperio Romano cristiano entre los paganos europeos facilitó en parte el proceso temprano de cristianización de los diversos pueblos germánicos. Hasta el declive del Imperio Romano, las tribus germánicas que habían emigrado allí (con la excepción de los sajones, los francos y los lombardos, ver más adelante) se habían convertido al cristianismo. Muchas de ellas, en particular los godos y los vándalos, adoptaron el arrianismo en lugar de las creencias trinitarias (también conocidas como nicenas u ortodoxas) que fueron definidas dogmáticamente por los Padres de la Iglesia en el credo niceno y el Concilio de Calcedonia. El surgimiento gradual del cristianismo germánico fue, ocasionalmente, voluntario, en particular entre los grupos asociados con el Imperio Romano.
A partir del siglo VI d. C., las tribus germánicas pasaron por un proceso de conversión (y reconversión) por parte demisioneros de la Iglesia Católica.[cita requerida]
Muchos godos se convirtieron al cristianismo como individuos por fuera del Imperio Romano. La mayoría de los miembros de otras tribus se convirtieron al cristianismo cuando sus tribus respectivas se establecieron dentro del Imperio, y la mayoría de francos y anglosajones se convirtieron unas cuantas generaciones más tarde. Durante los siglos posteriores a la Caída de Roma, al crearse un cisma entre las diócesis leales al papa romano en occidente y las leales a los demás patriarcas en el oriente, la mayoría de los pueblos germánicos (con excepción de los godos de Crimea y algunos otros grupos orientales) gradualmente se harían fuertes aliados de la Iglesia católica en occidente, especialmente como resultado del reinado de Carlomagno.

#### Godos
En el siglo III, los pueblos germánicos orientales emigraron a Escitia. La cultura e identidad góticas surgieron a partir de diversas influencias germánicas orientales, locales y romanas. En este mismo período, invasores godos tomaban cautivos entre los romanos, incluyendo muchos cristianos (a la vez que asaltantes apoyados por los romanos tomaban cautivos de entre los godos).
Wulfila o Ulfilas fue el hijo o nieto de cautivos cristianos de Sadagolthina en Capadocia. En el 337 o 341, Ulfilas se convirtió en el primer obispo de los godos (cristianos). Para el año 348, uno de los reyes (reikos) godos (paganos) empezó a perseguir a los godos cristianos, y Ulfilas y muchos otros godos cristianos huyeron a Mesia Secunda (en la actual Bulgaria) en el Imperio romano. Otros cristianos, entre ellos Wereka, Batwin y Saba, murieron en persecuciones posteriores.
Entre los años 348 y 383, Ulfilas tradujo la Biblia al idioma gótico. De esta manera, algunos cristianos arrianos en el occidente usaron las lenguas vernáculas, en este caso incluyendo el gótico y el latín, para los ritos, como lo hicieron los cristianos en las provincias romanas orientales, mientras que la mayoría de cristianos en las provincias occidentales usaban el latín.

#### Francos y alamanes

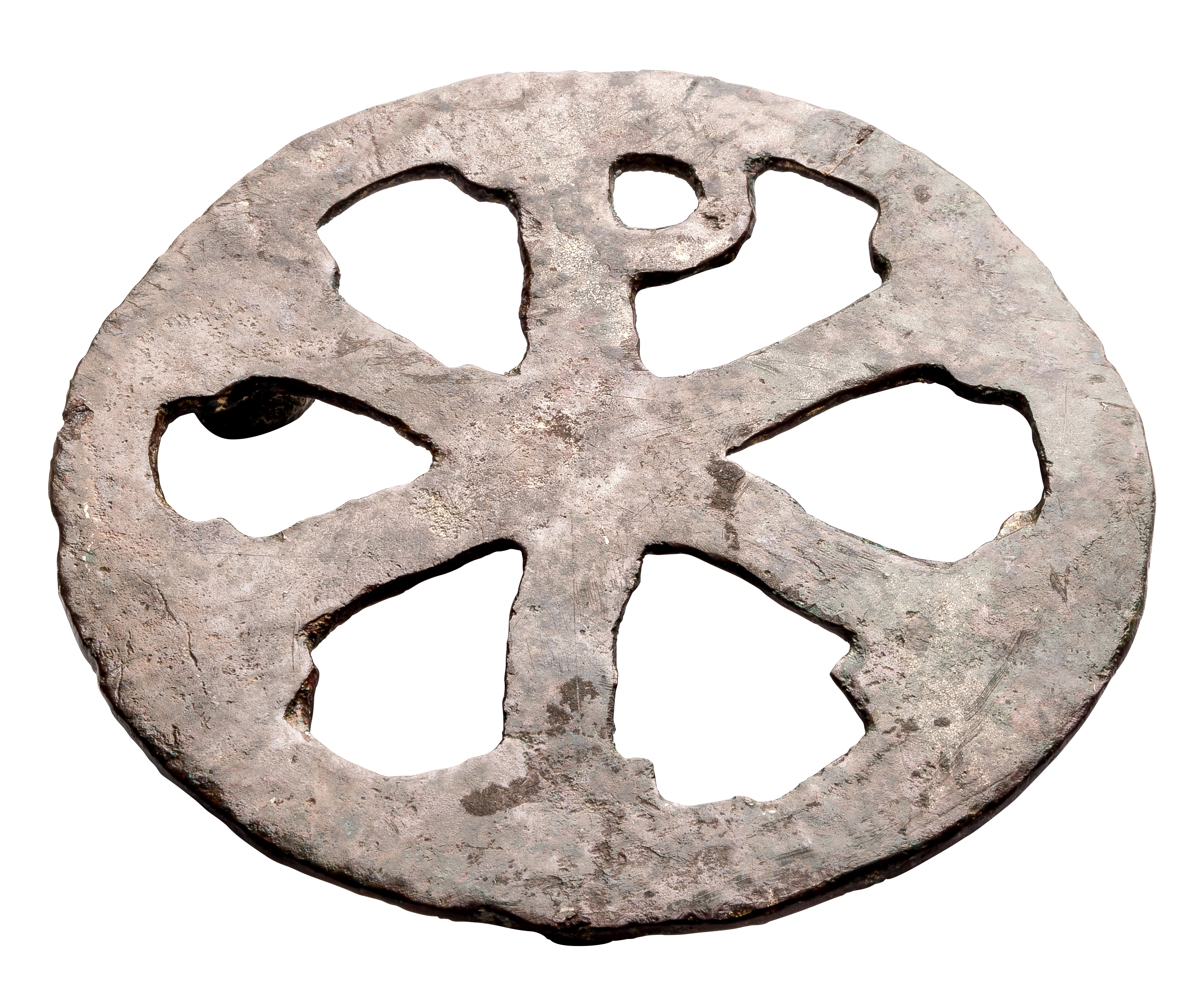
Parche romano de crismón en bronce encontrado en un asentamiento germánico en Neerharen (Bélgica), 375-450 d. C., Museo Galorromano (Tongeren)

Los francos y su dinastía merovingia gobernante, que habían emigrado a la Galia a partir del siglo III, habían seguido siendo paganos inicialmente. Sin embargo, en la Navidad del 496, Clodoveo I, tras su victoria en la batalla de Tolbiac, se convirtió a la fe ortodoxa de la Iglesia católica y se dejó bautizar en Reims. Los detalles de este acontecimiento fueron transmitidos por Gregorio de Tours.

## Monacato
El monacato o monasticismo es una forma de ascetismo por el cual se renuncia a las actividades mundanas (in contempu mundi) y se concentra solamente en búsquedas celestiales y espirituales, especialmente por medio de las virtudes de la humildad, la pobreza y la castidad. El monacato tuvo un inicio temprano en la Iglesia como un conjunto de tradiciones similares, basadas en ejemplos e ideales bíblicos, y con raíces en ciertas corrientes del judaísmo. Juan el Bautista es visto como el monje arquetípico, y el monacato se inspiró asimismo en la organización de la comunidad apostólica como aparece escrita en los Hechos de los Apóstoles.
Hay dos formas de monacato: eremítico y cenobítico. Los monjes eremitas, o ermitaños, viven en soledad, mientras que los cenobíticos viven en comunidades, generalmente en un monasterio, bajo una regla (o código de práctica) y son gobernados por un abad. Originalmente, todos los monjes cristianos eran ermitaños, siguiendo el ejemplo de Antonio Magno. No obstante, la necesidad de algún tipo de guía espiritual organizada llevó a san Pacomio en el año 318 a organizar a sus muchos seguidores en lo que sería en el primer monasterio. Pronto, instituciones similares empezaron a establecerse por todo el desierto egipcio, así como en el resto de la parte oriental del Imperio romano. Figuras centrales en el desarrollo del monacato fueron, en oriente, san Basilio el Grande, y san Benito de Nursia en occidente, quien creó la famosa Regla de san Benito, que se convertiría en la regla monástica más común durante la Edad Media.